# My Girl (Lied)
My Girl ist ein Lied der Gruppe The Temptations, der 1964 von Smokey Robinson und Ronald White für das Label Motown geschrieben wurde und 1965 ein Nummer-eins-Hit in den amerikanischen Billboard Hot 100 war. Der Song gehört zu den bekanntesten der Temptations. Die Inspiration zum Lied geht auf die Gattin von Robinson, Claudette Rogers Robinson, zurück. Der Song wurde auf dem Album The Temptations Sing Smokey veröffentlicht.

## Songinformationen
My Girl war der erste Temptations-Song, bei dem David Ruffin anstelle von Eddie Kendricks und Paul Williams im Vordergrund sang. Bei der Motortown-Revue-Tour waren alle wichtigen Vertreter des Motown-Labels der 1960er Jahre vertreten. Als die Gruppe ihre Songs präsentierte, war Robinson sehr von der Stimme Ruffins im Hintergrund beeindruckt und beschloss, einen Song mit ihm als Lead-Sänger aufzunehmen. Dieser sollte „melodisch und süß“ klingen. Der Song wurde in zehn bis zwanzig Minuten geschrieben. Als Robinson My Girl fertiggestellt hatte und die Gruppe einer Veröffentlichung zustimmte, überredeten sie Ruffin dazu, im Vordergrund zu singen. My Girl diente 1998 auch als Vorlage für die Temptations-Single Stay, die aus dem im selben Jahr erschienenen Album Phoenix Rising ausgekoppelt wurde.

## Erfolge und Entwicklungen
Das Lied wurde in der Weihnachtszeit 1964 veröffentlicht und kletterte im darauf folgenden Jahr bis an die Spitze der amerikanischen Pop-Charts. Es war der erste Nummer-1-Hit der Gruppe. Der Song stieg auch 1965 auf Platz eins der R&B-Charts und war damit der erste dieser Charts-Kategorie nach einer 15-monatigen Pause. In Großbritannien erreichte das Lied nur Platz 43. 27 Jahre später lief es dank dem gleichnamigen Film besser: Eine Wiederveröffentlichung von My Girl erreichte Platz zwei der britischen Charts.
Durch den Song wurden weitere Hits mit Ruffin als Sänger im Vordergrund aufgenommen, zum Beispiel It's Growing (1965), Since I Lost My Baby (1965), My Baby (1965), Ain't Too Proud to Beg (1966), Beauty Is Only Skin Deep (1966), (I Know) I'm Losing You (1966), All I Need (1967), (Loneliness Made Me Realize) It's You That I Need (1967), I Wish It Would Rain (1967) und I Could Never Love Another (After Loving You) (1968). Nach diesen Hits begann David Ruffin ein großes Ego zu entwickeln. Später stieg er aus der Gruppe aus. 2004 landete der Song auf Platz 88 der Liste der 500 besten Songs aller Zeiten.

## Mitwirkende
- David Ruffin – Hauptgesang
- Eddie Kendricks – Hintergrundgesang
- Melvin Franklin – Hintergrundgesang
- Paul Williams – Hintergrundgesang
- Otis Williams – Hintergrundgesang
- Smokey Robinson – Schreiber/Produzent
- Ronald White – Schreiber/Produzent
- Paul Riser – Arrangement
- The Funk Brothers – Instrumente
- Detroit Symphonie Orchester – Streicher

## Kommerzieller Erfolg

### Chartplatzierungen
| ChartsChartplatzierungen       | Höchstplatzierung | Wochen |
| ------------------------------ | ----------------- | ------ |
| Vereinigte Staaten (Billboard) | 1 (13 Wo.)        | 13     |
| Vereinigtes Königreich (OCC)   | 43 (3 Wo.)        | 3      |

| ChartsJahrescharts (1965)      | Platzierung |
| ------------------------------ | ----------- |
| Vereinigte Staaten (Billboard) | 10          |

### Auszeichnungen für Musikverkäufe
| Land/Region               | Auszeichnungen für Musikverkäufe (Land/Region, Auszeichnung, Verkäufe) | Verkäufe  |
| ------------------------- | ---------------------------------------------------------------------- | --------- |
| Dänemark (IFPI)           | Gold                                                                   | 45.000    |
| Italien (FIMI)            | Gold                                                                   | 25.000    |
| Neuseeland (RMNZ)         | 4× Platin                                                              | 120.000   |
| Spanien (Promusicae)      | Platin                                                                 | 60.000    |
| Vereinigte Staaten (RIAA) | 7× Platin                                                              | 7.000.000 |
| Insgesamt                 | 2× Gold · 12× Platin ·                                                 | 7.340.000 |

## Coverversionen
My Girl wurde oft gecovert, im Folgenden eine Auswahl:
- Michael Jackson coverte den Song 1972 für sein Album Ben. (As-Dur)
- La Toya Jackson stellte 1995 eine neue Version auf ihrem Album Stop! In the Name of Love! vor, allerdings mit dem Titel My Guy. (C-Dur)
- 1965 coverte Otis Redding den Song und brachte in seine Version mehr „traditionellen Blues-Geschmack“ ein. Diese Version, produziert von Steve Cropper, wurde auf dem Album Otis Blue: Otis Redding Sings Soul veröffentlicht. In den USA wurde der Song nicht als Single veröffentlicht, im Vereinigten Königreich kam er auf Platz elf. (C-Dur)
- The Rolling Stones nahmen 1965 eine neue Version auf, die 1967 auf ihrem Album Flowers veröffentlicht wurde. (As-Dur)
- Ebenfalls 1967 stellten The Mamas & the Papas eine neue Version auf ihrem Album Deliver vor. Der neue Song kam auf Platz 15 der U.S.-Pop-Charts. (B-Dur)
- Ebenfalls 1967 nahmen The Temptations eine neue Version in Italienischer Sprache auf: Solamente Lei. (C-Dur)
- Al Green nahm 1969 ein Cover auf und präsentierte es auf seinem Album Green Is Blues. (C-Dur)
- Auch Jamaika-Rockstarlegende Prince Buster bediente sich an diesem Lied. (B-Dur)
- 1977 stellte Dolly Parton auf ihrem Album New Harvest – First Gathering eine Country-Version vor. (E-Dur)
- Amii Stewart und Johnny Bristol nahmen 1980 ein Duett des Stücks auf. (C-Dur)
- 1988 hatte Suave mit ihrer Version einen Top-40-Pop-Hit und einen Top-10-R&B-Hit. (C-Dur)
- Michael Bolton coverte den Song für sein Album Timeless: The Classics Vol. 2. (D-Dur)
- Declan Galbraith coverte den Song in G-Dur.
- Westlife coverten den Song in C-Dur.
- Sam Milby coverte den Song in H-Dur.
- Ebenfalls The Jesus and Mary Chain coverten den Song in H-Dur.
- In der Werbung wurde das Lied für Ferrero Kinder Riegel neu aufgenommen. (C-Dur)